# القوات الخاصة الإيرانية
هذه قائمة وحدات القوات الخاصة في القوات المسلحة والشرطة الإيرانية.
يمكن أن يشير الاسم إلى أعضاء الوحدات النظامية الذين أكملوا بنجاح دورات تدريب الكوماندوز أو الحارس ومشاة البحرية المدربين كضفادع بشرية، أو الأعضاء المختارين بعناية والمدربين تدريبًا عاليًا الذين يخدمون في القوات الخاصة.

## المصطلح
"نیروی ویژه" هو المصطلح الفارسي الذي يعني "القوة الخاصة ". يستخدم هذا المصطلح في الاسم الرسمي للواء 65 من القوات الخاصة المحمولة جواً.

علامة التبويب التأهيل للرينجرز الإيراني

تَكاوَر وتعني حرفيًا "جندي الهجوم"، وهو ما يعادل "كوماندوز". كلمة "كوماندوز" تستخدم أيضًا في اللغة الفارسية (کماندو). مصطلح "الحارس" (رنجر) يستخدم أيضًا في بعض وحدات الجيش.
"تفنگداران دریائی" أو "تکاوران دریایی" تعني "مشاة البحرية".
تُستخدم كلمة هَوابورد (هوابُرد) للإشارة إلى وحدة محمولة جواً.

## وحدات تكاور

### فيلق حرس الثورة الإسلامية

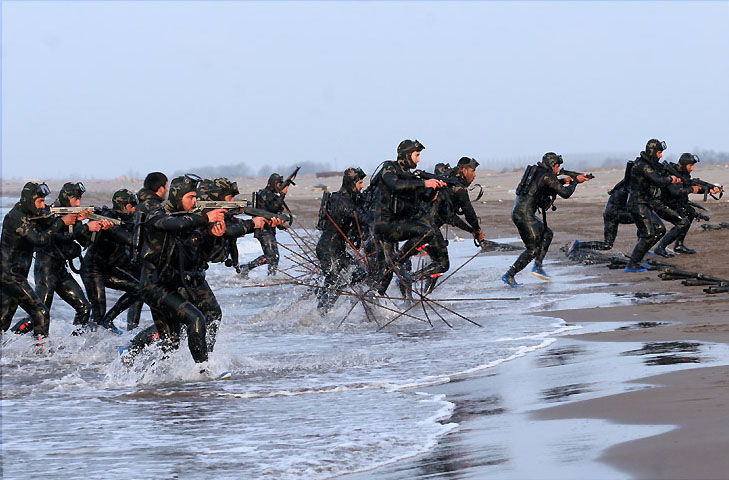
وحدة تكاور S.N.S.F في مناورة النبي الأعظم التاسع، 25-27 فبراير 2015

وفي فيلق حرس الثورة الإسلامية، وهو أحد فروعه الخمسة، تتخصص قوة القدس النخبوية في العمليات خارج الحدود الإقليمية. وفي القوات البرية، تعتبر كتائب الصابرين (التي تضم لواء تكاور صابرين، ولواء سلمان الفارسي 110 للعمليات الخاصة، ولواء 33 المهدي المحمول جواً) من أشهر الوحدات الخاصة. 
لدى القوة البحرية التابعة لحرس الثورة الإسلامية وحدات خاصة بها من مشاة البحرية.

### جيش

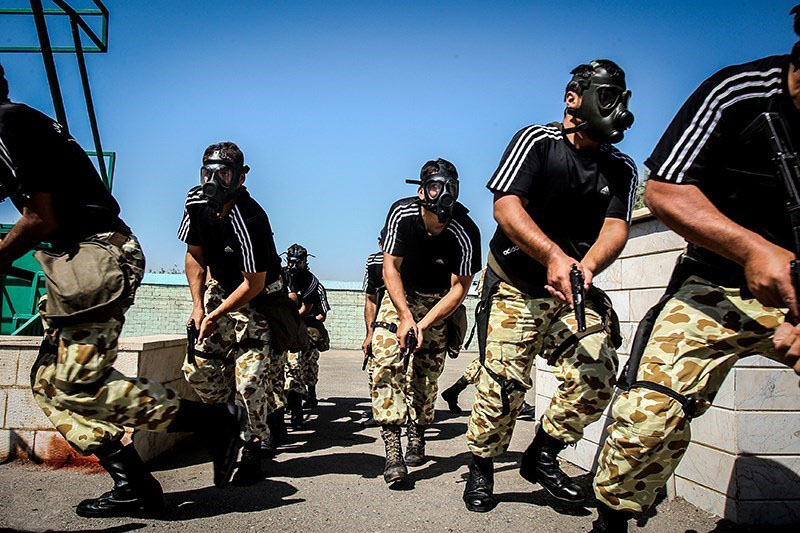
تدريب وحدة إنقاذ الرهائن في NOHED

وحدات القوة البرية لجيش الجمهورية الإسلامية الإيرانية التي يتم تدريب أعضائها في مركز تدريب لشكرك تكاور:
- فرقة تكاور 23 ومقرها برَندَك
- فرقة تكاور 58 (فرقة ذو الفقار) ومقرها شاهرود
- لواء تكاور الخامس والعشرون المتمركز في بسوة
- لواء تكاور 35 المتمركز في كرمانشاه
- لواء تكاور 45 المتمركز في تستر
- اللواء 55 المحمول جواً ومقره في شيراز
- لواء القوات الخاصة المحمولة جواً رقم 65 (لواء نوهِد) ومقره في طهران

### القوات البحرية

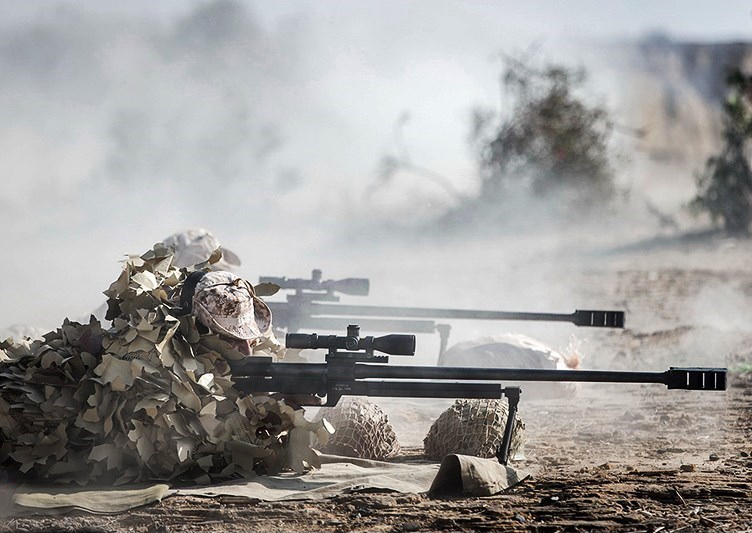
قناصة البحرية يرتدون بدلة غيلي ومجهزين بقناص صياد

مشاة البحرية التابعة لجيش جمهورية إيران الإسلامية (بالفارسية: تکاوران دریایی) الذين يتم تدريب أعضائهم في مركز تدريب تكاور منجيل:
- اللواء الأول لمشاة البحرية (لواء الإمام الحسين) ومقره بندر عباس
- اللواء الثاني لمشاة البحرية (لواء حضرة الرسول الأكرم) ومقره في بوشهر
- اللواء الثالث لمشاة البحرية (لواء حمزة سيد الشهداء ) ومقره في كنارك

في عهد شاه (ملك) إيران الأخير، تم إنشاء الكثير من التدريب البحري من قبل أعضاء القوات الخاصة التابعة للاتحاد السوفيتي وخدمة القوارب الخاصة البريطانية. التدريب هو عملية لا تقل عن 12 شهرا. بعد أن يثبت المجند الحد الأدنى من المتطلبات البدنية، يتم إرساله إلى مجموعة من المدارس.

### شرطة
في قوات إنفاذ القانون في جمهورية إيران الإسلامية، تُعرف القوات الخاصة باسم <i id="mwhg">يغان ويجه</i> (بالفارسية: يگان ويژه). القوة الخاصة لمكافحة الإرهاب (NOPO) هي الوحدة الأكثر نخبوية داخل القوة.